# RAM March 01
Chronologie des modèles (1983-1984)
RAM 02
La RAM March 01 est une monoplace de Formule 1 engagée par l'écurie britannique RAM Racing lors du championnat du monde de Formule 1 1983. Elle est pilotée par le Chilien Eliseo Salazar, remplacé par le Canadien Jacques-Joseph Villeneuve et le Britannique Kenny Acheson. 
Une deuxième monoplace, confiée au Français Jean-Louis Schlesser, est engagée au Grand Prix de France. La RAM March 01 est propulsée par un moteur V8 atmosphérique Ford-Cosworth DFY.
En 1984, la monoplace, rebaptisée RAM 01 à la suite du changement de nom de l'écurie, est pilotée pour les deux premières manches de la saison par le Britannique Jonathan Palmer et mue par un moteur avec quatre cylindres en ligne turbocompressé Hart 415T. La RAM 01 est remplacée par la RAM 02, qui diffère par sa monocoque où la fibre de carbone remplace l'aluminium.

## Résultats en championnat du monde de Formule 1
| Saison | Écurie                      | Moteur               | Pneus    | Pilotes                   | Courses | Courses | Courses | Courses | Courses | Courses | Courses | Courses | Courses | Courses | Courses | Courses | Courses | Courses | Courses | Courses | Points inscrits | Classement |
| Saison | Écurie                      | Moteur               | Pneus    | Pilotes                   | 1       | 2       | 3       | 4       | 5       | 6       | 7       | 8       | 9       | 10      | 11      | 12      | 13      | 14      | 15      | 16      | Points inscrits | Classement |
| ------ | --------------------------- | -------------------- | -------- | ------------------------- | ------- | ------- | ------- | ------- | ------- | ------- | ------- | ------- | ------- | ------- | ------- | ------- | ------- | ------- | ------- | ------- | --------------- | ---------- |
| 1983   | RAM Automotive Team March   | Ford-Cosworth DFY V8 | Pirelli  |                           | BRÉ     | EUO     | FRA     | SMR     | MON     | BEL     | EUE     | CAN     | GBR     | ALL     | AUT     | P-B     | ITA     | EUR     | AFS     |         | 0               | Non classé |
| 1983   | RAM Automotive Team March   | Ford-Cosworth DFY V8 | Pirelli  | Eliseo Salazar            | 14e     | Abd.    | Nq      | Nq      | Nq      | Nq      |         |         |         |         |         |         |         |         |         |         | 0               | Non classé |
| 1983   | RAM Automotive Team March   | Ford-Cosworth DFY V8 | Pirelli  | Jacques-Joseph Villeneuve |         |         |         |         |         |         |         | Nq      |         |         |         |         |         |         |         |         | 0               | Non classé |
| 1983   | RAM Automotive Team March   | Ford-Cosworth DFY V8 | Pirelli  | Kenny Acheson             |         |         |         |         |         |         |         |         | Nq      | Nq      | Nq      | Nq      | Nq      | Nq      | 14e     |         | 0               | Non classé |
| 1983   | RAM Automotive Team March   | Ford-Cosworth DFY V8 | Pirelli  | Jean-Louis Schlesser      |         |         | Nq      |         |         |         |         |         |         |         |         |         |         |         |         |         | 0               | Non classé |
| 1984   | Skoal Bandit Formula 1 Team | Hart 415 T L4 turbo  | Goodyear |                           | BRÉ     | AFS     | BEL     | SMR     | FRA     | MON     | CAN     | DET     | DAL     | GBR     | ALL     | AUT     | P-B     | ITA     | EUR     | POR     | 0               | Non classé |
| 1984   | Skoal Bandit Formula 1 Team | Hart 415 T L4 turbo  | Goodyear | Jonathan Palmer           | 8e      | Abd.    |         |         |         |         |         |         |         |         |         |         |         |         |         |         | 0               | Non classé |

Légende : ici